# Valea uedului M'Zab
Valea uedului M'Zab (în tamzabit: Aghlan, arabă: مزاب) este o oază situată în Provincia Ghardaïa, Algeria. Oaza are în jur de 360 000 locuitori (2005) în mare parte berberi, vorbitori ai limbii tamzabit. 

## Geografie
Valea uedului M'Zab este un podiș stâncos cu o înălțime cuprinsă între 300 și 800 metri care este traversat de valea uedului M'Zeb în partea sa nord-vestică și sud-estică. Valea are o lungime de 20 km și o lățime de până la 2 km. 
Oaza se află în nordul deșertului Sahara la 600 km de capitala țării Alger și se întinde pe o suprafață de 4 000 ha. 

## Descriere
Fiecare localitate fortificată din Valea M'Zab s-a dezvoltat pe un deal în jurul unei moschei care servea și ca turn de veghere cu clădiri dispuse în cercuri concentrice. În mod tradițional locuitorii acestei oaze locuiau în case individuale alipite organizate în jurul unei curți interioare centrale (patio). Începând cu epoca colonială franceză au început să se construiască cartiere moderne în Oaza formată de uedul M'Zeb.

## Cultura
Cultura zonei este strâns legată de apartenența la ibadism, o ramură a islamismului și a limbii tamzabit chiar dacă în ultimul secol în oază s-au așezat și locuitori ai altor etnii (nomazi, arabi, subsaharieni). Există un sistem complex de irigare care duce apa la gospodăriile populației, la grădini și la crângurile de palmieri. 

## Istoria
Comunitatea din M'Zab a fost fondată în secolul X de către ibadiți care s-au refugiat în oază din cauza cuceririi de către oștile Califatului Fatimid în anul 933 a capitalei regatului lor care era la Tiaret. Ibadiții au clădit 5 orașe fortificate (ksour) care încă se păstrează intacte. Aceste orașe sunt:
- Ghardaïa  (Tagherdayt), orașul principal
- Beni Isguen (At Isjen)
- Melika (At Mlishet)
- Bounoura (At Bunur)
- El Ateuf (Tajnint) primul oraș construit, anul 1012.

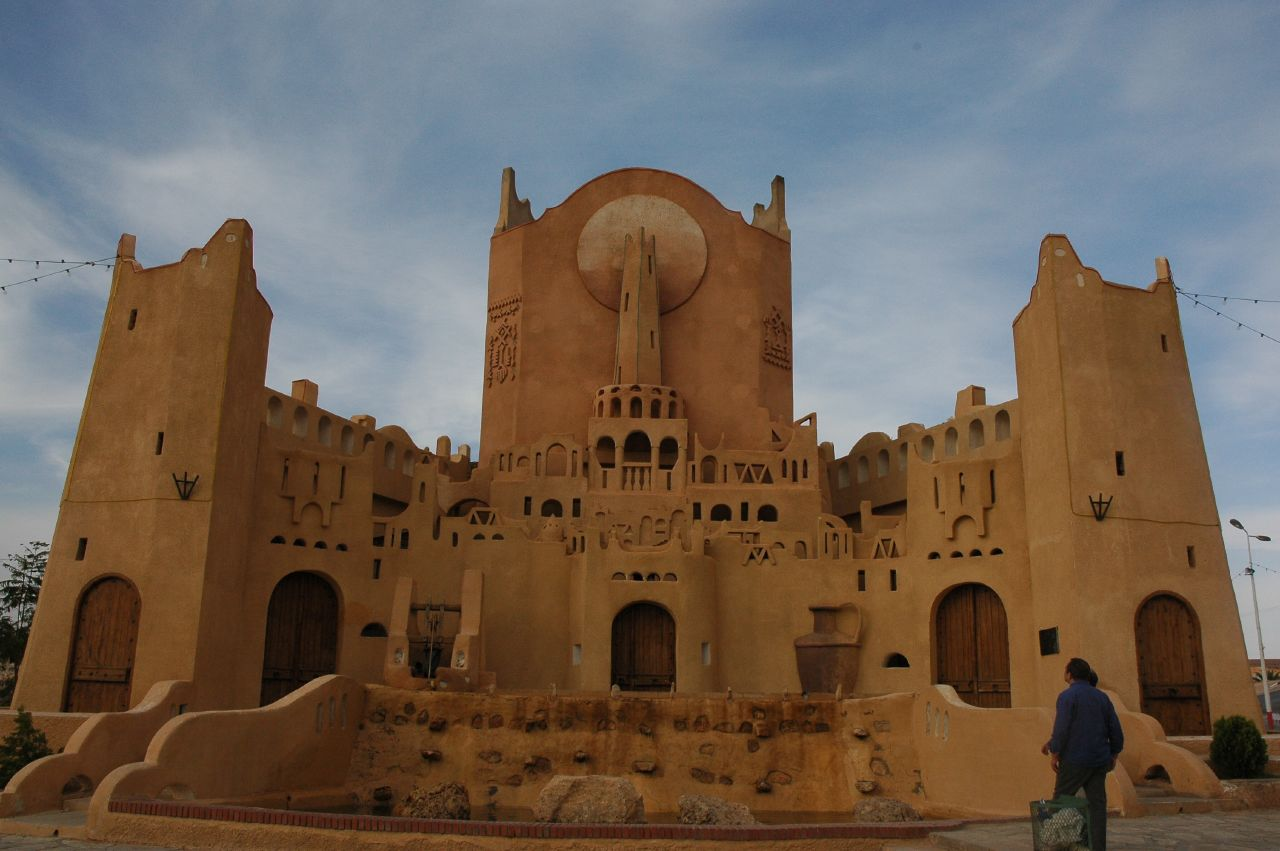
Monument

Mai apoi au mai fost construite alte două orașe mai la nord, în afara văii M'Zab, dar care aparțin cultural văii. Acestea sunt:
- Berianne
- El Guerara

## Economia
În zonă artizanatul se bucură de o mare dezvoltare mai ales țeserea covoarelor, prelucrarea pieilor și olăritul, dar principala îndeletnicire tradițională a localnicilor este comerțul
datorită faptului că oaza a fost o răscruce a drumurilor care traversau Sahara și loc de popas și târg. În actualitate descoperirea câmpurilor petroliere și de gaz aflate la circa un km de orașe a dat un nou impuls economiei locale. 17% din populația orașului Ghardaïa lucrează în industrie.